# Leptaroa
Leptaroa is een geslacht van vlinders van de familie spinneruilen (Erebidae), uit de onderfamilie Lymantriinae.

## Soorten
- L. deleta Hering, 1926
- L. fulvicolora Hampson, 1910
- L. jordani Hering, 1926
- L. ochricoloria Strand, 1911
- L. paupera Hering, 1926